# Danilo dos Santos de Oliveira
Danilo dos Santos de Oliveira (Salvador, 19 de abril de 2001), más conocido como Danilo, es un futbolista brasileño que juega como centrocampista en el Botafogo del Campeonato Brasileño de Serie A.

## Trayectoria

### Inicios
Nacido en Salvador, Bahía, Danilo jugó por Bahía en su juventud antes de ser liberado por el club. En 2017, a los 16 años, se incorporó a PFC Cajazeiras a través de un proyecto social, luego de una corta etapa en Jacuipense. Realizó su debut absoluto con el Cajazeiras el 5 de mayo de 2018, a los 17 años, al entrar como suplente en la segunda mitad en un 4-0 del Campeonato Baiano de local ante el Conquista Futebol Clube.

### Palmeiras
En 2018, Danilo se incorporó al Palmeiras, inicialmente para las inferiores sub-17. Avanzó a través de la configuración juvenil, siendo después titular para la sub-20 antes de ser promovido al primer equipo. Debutó en la Serie A el 6 de septiembre de 2020, reemplazando a Patrick de Paula en la victoria por 2-1 de local contra Red Bull Bragantino.
El 10 de septiembre de 2020, Danilo fue comprado directamente por el Palmeiras, firmando un contrato de cinco años con el club. Marcó su primer gol profesional el 2 de diciembre, anotando el quinto de su equipo en la victoria por 5-0 en la Copa Libertadores 2020 ante el Delfín SC.
El 16 de enero de 2023, después de haber jugado 141 partidos y conquistado la Copa Libertadores en dos ocasiones y el Campeonato Brasileño de Serie A salió de Alvinegro. 

### Nottingham Forest
Danilo firmó un contrato hasta el año 2029, junta al Nottingham Forest F. C. y.El club inglés pagó al Palmeiras alrededor de 20 millones de euros (110 millones de reales en ese momento) por la transacción. Al igual que en el club Palmeiras, recibió la camiseta número 28. El 21 de enero de 2023, Danilo debutó con el Nottingham Forest en un empate 1-1 con el AFC Bournemouth, en la 21.ª jornada de la Premier League, entrando desde el banquillo en la primera mitad. El 26 de abril, marcó su primer gol con la camiseta del Nottingham Forest contra el Brighton, en la 33.ª jornada del Campeonato Inglés.
En dos años y medio en Inglaterra participó en 62 encuentros y anotó seis goles, uno de los cuales ante el Brentford F. C. en enero de 2024 que le permitió ganar el premio a mejor gol del mes del club.

### Botafogo
Se marchó en julio de 2025 para regresar a Brasil y jugar en Botafogo.La operación, valorada en 22 millones de euros, incluye cantidades fijas, objetivos y bonus, lo que la convierte en la inversión más importante del club. El Brasileirão marcó el debut de Danilo con el Botafogo, que perdió 2-0 ante el Cruzeiro en el Estadio Nilton Santos, en 4 de agosto. El centrocampista entró al campo al final del encuentro y disfrutó de sus primeros minutos con la gloriosa camiseta.

## Clubes

### Inferiores
| Club             | País   | Año       |
| ---------------- | ------ | --------- |
| E. C. Bahia      | Brasil | 2008-2015 |
| E. C. Jacuipense | Brasil | 2016-2017 |
| Cajazeiras       | Brasil | 2017-2018 |

### Profesional
| Club                    | País       | Año       |
| ----------------------- | ---------- | --------- |
| S. E. Palmeiras         | Brasil     | 2018-2023 |
| Nottingham Forest F. C. | Inglaterra | 2023-2025 |
| Botafogo                | Brasil     | 2025-     |

## Palmarés

### Campeonatos regionales
| Título              | Club            | Estado    | Año  |
| ------------------- | --------------- | --------- | ---- |
| Campeonato Paulista | S. E. Palmeiras | São Paulo | 2020 |
| Campeonato Paulista | S. E. Palmeiras | São Paulo | 2022 |

### Campeonatos nacionales
| Título         | Club            | País   | Año  |
| -------------- | --------------- | ------ | ---- |
| Copa de Brasil | S. E. Palmeiras | Brasil | 2020 |
| Serie A        | S. E. Palmeiras | Brasil | 2022 |

### Campeonatos internacionales
| Título              | Club            | Sede                 | Año  |
| ------------------- | --------------- | -------------------- | ---- |
| Copa Libertadores   | S. E. Palmeiras | Río de Janeiro       | 2020 |
| Copa Libertadores   | S. E. Palmeiras | Montevideo           | 2021 |
| Recopa Sudamericana | S. E. Palmeiras | Curitiba y São Paulo | 2022 |